# Divergente 3
Cet article concerne le roman de Veronica Roth. Pour le film, voir Divergente 3 : Au-delà du mur.
Pour les articles homonymes, voir Divergent.
Divergente 3  (titre original : Allegiant), ou Allégeance au Québec, est un roman américain de Veronica Roth, paru en 2013. C'est le troisième tome de la trilogie Divergente, débutée avec le roman Divergente.

## Résumé
Le récit est composé de 56 chapitres de tailles inégales, et d'un épilogue.
Après la chute des factions, une nouvelle dictature, menée par Evelyn Johnson, la mère de Quatre (Tobias, fils d'Evelyn), s'est mise en place. Beatrice Prior et ses amis refusent de s'y soumettre et, suivant des Loyalistes, un groupe de fidèles aux factions qui s'opposent à la dictature, ils quittent l'enceinte de la ville où ils ont toujours vécu. Arrivée au-dessus du mur, Tori est tuée ; Tris (Beatrice Prior) et ses amis partent le cœur attristé. 
Ils y découvrent le Bureau, un organisme chargé de contrôler les implantations, qui sont des villes comme celle de Tris, où ont été placés les individus aux gènes rendus déficients à cause de manipulations génétiques, pour qu'ils deviennent avec le temps des divergents, des êtres dépourvus de toute déficience (des GP, Génétiquements Purs). Cependant, Tris et ses amis se rendent rapidement compte que le chaos de l'extérieur est divisé en deux clans : les Génétiquement Purs (GP), qui ont droit aux plus hauts postes et aux privilèges, et les Génétiquement Déficients (GD), qui sont écartés de la société et presque traités comme des fous incapables d'émettre un raisonnement humain. 
Tris décide de se battre pour rétablir la justice et sauver ce qui peut encore l'être…

## Adaptation cinématographique
Comme les deux précédents romans, le 3e tome a été adapté au cinéma en deux parties, sortie en 2016 pour la première alors que la seconde partie a été annulée à la suite de l'échec au box-office du troisième film.